# Kamil Chanas
Kamil Marcin Chanas (Breslavia, 20 aprile 1985) è un cestista polacco.

## Palmarès
- Campionato polacco: 2

Zielona Góra: 2012-13, 2014-15
- Coppa di Polonia: 4

Śląsk Breslavia: 2004, 2005
Starogard Gdański: 2011
Zielona Góra: 2015